# Contravía (grupo ecuatoriano)
Contravía fue una banda de música rock y pop, formada en 1988 en la ciudad de Quito, Ecuador.

## Historia
Francisco y Felipe Terán, hermanos provenientes de una familia de músicos, conformaron durante su adolescencia la agrupación Los Hermanos Diablo. En su etapa adulta, y con influencias del jazz y el blues, se juntan con el músico Jay Byron y fundan Contravía. En casi una década de existencia la banda contó también con la colaboración de Marcelo Aguilar, Paco Arce, Alfonso Gutiérrez, Ivis Flies y Christian Mejía (La Grupa), Nelson García (Umbral), entre otros.

### Trayectoria
En 1988, publican su primer disco sencillo, Inspiración asfáltica, con los temas "Cara con gafas" y "Músicos". En seguida publican el sencillo Elsa.
En 1994, de la mano del sello independiente Coda Producciones editan su primer álbum de estudio, Sólido, que incluye el tema "¿Por qué no ves si llueve en Tel Aviv?", cuyo single se había convertido en 1993 en la canción más exitosa del grupo en Ecuador. También se promocionan los cortes "Tapando el sol con un dedo", "No sirvió de nada", "Lola" (que formó parte de la banda sonora de la telenovela ecuatoriana Lola Calamidades) y "Hagamos un trato", que formó parte de una campaña social en pro de la creación de una fundación para la distrofia muscular, encabezada por Juan Carlos Vela.
En 1994, los hermanos Felipe y Francisco Terán de Contravía participan representando a Ecuador en el festival OTI Internacional con el tema "Temporada baja".
El 31 de octubre de 1995, la banda fue telonera en el concierto de Bon Jovi en Quito.
En 1997, publican su siguiente álbum, Luz de fuga, del que promocionan "Uno más" y "Luz".
En 1998, por motivos personales y profesionales de sus integrantes, el conjunto abandona los escenarios.

### Actualidad
Francisco Terán, quien fuera el vocalista principal de Contravía, publicó en 2000 su álbum como solista Tu lugar, al que seguirían los discos El planeta de las rosas y el disco en vivo de distribución limitada 2190 días.
La música de Contravía formó parte de la banda sonora de la obra Enredos, el musical, dirigida por Christian Valencia.
En 2019, Francisco Terán interpreta varios tema de Contravía en el evento Quito, tierra de Pop, durante las festividades de fin de año de la capital del Ecuador. En 2020, en el marco de la pandemia por Covid-19 Contravía es invitada a participar del Quito Fest, edición especial virtual, que se transmitiría los días 26 y 27 de diciembre, junto a otras agrupaciones emblemáticas como Sal y Mileto y Mamá Vudú. Tras la postergación del evento, Contravía se reencontró con la afición roquera nacional el 31 de enero de 2021.

## Miembros
- Francisco Terán (voz, guitarra y pianos)
- Felipe Terán (guitarra)
- Jay Byron (saxofón, teclados)
- Marcelo Aguilar (bajo)

## Discografía
- Sólido (1994)
- Luz de fuga (1997)